# Turchia ai Giochi della XXIX Olimpiade
La Turchia ha partecipato ai Giochi della XXIX Olimpiade di Pechino, svoltisi dall'8 al 24 agosto 2008, con una delegazione di 67 atleti.

## Medaglie
| Medaglia | Atleta            | Sport              | Evento                |
| -------- | ----------------- | ------------------ | --------------------- |
| Oro      | Ramazan Şahin     | Lotta libera       | 66 kg maschile        |
| Argento  | Sibel Özkan       | Sollevamento pesi  | 48 kg femminile       |
| Argento  | Elvan Abeylegesse | Atletica leggera   | 10000 metri femminili |
| Argento  | Elvan Abeylegesse | Atletica leggera   | 5000 metri femminili  |
| Argento  | Azize Tanrıkulu   | Taekwondo          | 57 kg femminile       |
| Bronzo   | Servet Tazegül    | Taekwondo          | 68 kg maschile        |
| Bronzo   | Nazmi Avluca      | Lotta greco-romana | 84 kg maschile        |
| Bronzo   | Yakup Kılıç       | Pugilato           | Pesi piuma            |

### Medaglie per disciplina
| Sport             | Oro | Argento | Bronzo | Totale |
| ----------------- | --- | ------- | ------ | ------ |
| Lotta             | 1   | 0       | 1      | 2      |
| Atletica leggera  | 0   | 2       | 0      | 2      |
| Taekwondo         | 0   | 1       | 1      | 2      |
| Sollevamento pesi | 0   | 1       | 0      | 1      |
| Pugilato          | 0   | 0       | 1      | 1      |

### Plurimedagliati
| Atleta            | Sport            | Oro | Argento | Bronzo | Totale |
| ----------------- | ---------------- | --- | ------- | ------ | ------ |
| Elvan Abeylegesse | Atletica leggera | 0   | 2       | 0      | 2      |

## Atletica leggera
| Gara         | Atleta       | Semifinali | Semifinali | Finale    | Finale |
| Gara         | Atleta       | Tempo      | Pos.       | Tempo     | Pos.   |
| ------------ | ------------ | ---------- | ---------- | --------- | ------ |
| 10000 m      | Selim Bayrak |            |            | 27'29"33  | 11     |
| Maratona     | Abdil Ceylan |            |            | 2h 31'43" | 71     |
| Marcia 20 km | Recep Çelik  |            |            | 1h 32'54" | 49     |
| 3000 siepi   | Halil Akkaş  | 8'44"70    | 12         |           |        |

| Gara                | Atleta              | Qualificazioni | Qualificazioni | Finale | Finale |
| Gara                | Atleta              | Misura         | Pos.           | Misura | Pos.   |
| ------------------- | ------------------- | -------------- | -------------- | ------ | ------ |
| Lancio del disco    | Ercüment Olgundeniz | 60,83 m        | 20             |        |        |
| Lancio del martello | Eşref Apak          | 74,45 m        | 16             |        |        |

| Gara           | Atleta            | Batterie | Batterie | Semifinali | Semifinali | Finale   | Finale |
| Gara           | Atleta            | Tempo    | Pos.     | Tempo      | Pos.       | Tempo    | Pos.   |
| -------------- | ----------------- | -------- | -------- | ---------- | ---------- | -------- | ------ |
| 800 m          | Merve Aydın       | 2'04"75  | 4        |            |            |          |        |
| 5000 m         | Alemitu Bekele    |          |          | 15'10"92   | 3          | 15'48"48 | 7      |
| 5000 m         | Elvan Abeylegesse |          |          | 14'58"79   | 5          | 15'42"74 |        |
| 10000 m        | Elvan Abeylegesse |          |          |            |            | 29'56"34 |        |
| Maratona       | Bahar Doğan       |          |          |            |            | 2h37'122 | 50     |
| 100 m ostacoli | Nevin Yanıt       | 12"94    | 3        | 13"28      | 8          |          |        |
| 3000 siepi     | Türkan Erişmiş    |          |          | 9'48"54    | 14         |          |        |
| 3000 siepi     | Aslı Çakır        |          |          | 10'05"76   | 14         |          |        |

| Gara                | Atleta                | Qualificazioni | Qualificazioni | Finale | Finale |
| Gara                | Atleta                | Misura         | Pos.           | Misura | Pos.   |
| ------------------- | --------------------- | -------------- | -------------- | ------ | ------ |
| Salto in lungo      | Melis Karin Mey       | 6,42 m         | 24             |        |        |
| Lancio del martello | Sviatlana Sudak-Torun | 68,22 m        | 18             |        |        |

## Ciclismo

### Cross country
| Gara                   | Atleta      | Tempo   | Posizione |
| ---------------------- | ----------- | ------- | --------- |
| Cross country maschile | Bilal Akgül | -2 giri | 35        |

## Judo
| Gara  | Atleta       | Tabellone principale                 | Tabellone principale         | Tabellone principale | Tabellone principale | Tabellone principale | Ripescaggi | Ripescaggi | Ripescaggi | Ripescaggi |
| Gara  | Atleta       | Sedicesimi                           | Ottavi                       | Quarti               | Semifinali           | Finale               | 1º turno   | Quarti     | Semifinali | Finale     |
| ----- | ------------ | ------------------------------------ | ---------------------------- | -------------------- | -------------------- | -------------------- | ---------- | ---------- | ---------- | ---------- |
| 73 kg | Sezer Huysuz | Dennis Iverson (Australia) 1000-0000 | Si Rijigawa (Cina) 0001-0010 |                      |                      |                      |            |            |            |            |

## Lotta
| Gara   | Atleta         | Tabellone principale          | Tabellone principale                      | Tabellone principale                       | Tabellone principale                    | Tabellone principale                   | Ripescaggi                                   | Ripescaggi                             | Ripescaggi                     |  |
| Gara   | Atleta         | Sedicesimi                    | Ottavi                                    | Quarti                                     | Semifinali                              | Finale                                 | Quarti                                       | Semifinali                             | Finale                         |  |
| ------ | -------------- | ----------------------------- | ----------------------------------------- | ------------------------------------------ | --------------------------------------- | -------------------------------------- | -------------------------------------------- | -------------------------------------- | ------------------------------ |  |
| 55 kg  | Sezar Akgül    | bye                           | Tomohiro Matsunaga (Giappone) 0-5, 0-3    |                                            |                                         |                                        | Adama Diatta (Senegal) 1-0, 1-0              | Dilshod Mansurov (Uzbekistan) 0-4, 0-4 |                                |  |
| 60 kg  | Tevfik Odabaşı |                               | Murad Ramazanov (Macedonia) 7-0, 0-2, 0-2 |                                            |                                         |                                        |                                              |                                        |                                |  |
| 66 kg  | Ramazan Şahin  | bye                           | Geandry Garzon (Cuba) 1-0, 7-4            | Mehdi Taghavi (Iran) 3-0, 3-1              | Otar Tunshishvili (Georgia) 1-0, 3-1    | Andriy Stadnik (Ucraina) 2-2, 2-1, 2-1 |                                              |                                        |                                |  |
| 74 kg  | Ahmet Gülhan   | Ali Abdo (Australia) 1-0, 2-0 | Buvaisar Saitiev (Russia) 0-1, 0-4        |                                            |                                         |                                        | Cho Byung-Kwan (Corea del Sud) 0-1, 2-0, 1-2 |                                        |                                |  |
| 84 kg  | Serhat Balcı   | bye                           | Travis Cross (Canada) 1-1, 1-1            | Reineris Salas (Cuba) 1-0, 2-0             | Yusup Abdusalomov (Tagikistan) 0-3, 0-1 |                                        |                                              |                                        | Taras Danko (Ucraina) 0-1, 0-2 |  |
| 96 kg  | Hakan Koç      | bye                           | Stefan Kehrer (Germania) 1-0, 1-1         | Shirvani Muradov (Russia) 0-1, 0-1         |                                         |                                        |                                              | Georgii Tibilov (Ucraina) 0-1, 1-3     |                                |  |
| 120 kg | Aydın Polatçı  | bye                           | Ivan Ishchenko (Ucraina) 0-3, 1-0, 1-0    | Marid Mutalimov (Kazakistan) 0-1, 2-1, 0-2 |                                         |                                        |                                              |                                        |                                |  |

| Gara   | Atleta       | Tabellone principale                 | Tabellone principale                        | Tabellone principale            | Tabellone principale             | Tabellone principale | Ripescaggi                          | Ripescaggi | Ripescaggi                    |
| Gara   | Atleta       | Sedicesimi                           | Ottavi                                      | Quarti                          | Semifinali                       | Finale               | Quarti                              | Semifinali | Finale                        |
| ------ | ------------ | ------------------------------------ | ------------------------------------------- | ------------------------------- | -------------------------------- | -------------------- | ----------------------------------- | ---------- | ----------------------------- |
| 60 kg  | Soner Sucu   | bye                                  | Islam-Beka Albiev (Russia) 0-6, 0-6         |                                 |                                  |                      | Roberto Monzón (Cuba) 3-1, 2-4, 1-1 |            |                               |
| 66 kg  | Şeref Eroğlu | bye                                  | Nikolay Gergov (Bulgaria) 1-1, 1-2          |                                 |                                  |                      |                                     |            |                               |
| 74 kg  | Şeref Tüfenk | Ilgar Abdulov (Azerbaigian) 1-2, 1-1 |                                             |                                 |                                  |                      |                                     |            |                               |
| 84 kg  | Nazmi Avluca | bye                                  | Badri Khasaia (Georgia) 4-0, 1-1            | Saman Tahmasebi (Iran) 2-2, 2-0 | Zoltán Fodor (Ungheria) 1-2, 1-1 |                      |                                     |            | Ma Sanyi (Cina) 0-4, 5-0, 6-0 |
| 96 kg  | Mehmet Özal  | Oleg Kryoka (Ucraina) 4-2, 1-2, 1-1  | Mindaugas Ežerskis (Lituania) 2-2, 1-2, 1-3 |                                 |                                  |                      |                                     |            |                               |
| 120 kg | Rıza Kayaalp | bye                                  | Mindaugas Mizgaitis (Lituania) 1-1, 1-3     |                                 |                                  |                      |                                     |            |                               |

## Nuoto
| Gara                | Atleta          | Batterie | Batterie | Semifinali | Semifinali | Finale | Finale |
| Gara                | Atleta          | Tempo    | Pos.     | Tempo      | Pos.       | Tempo  | Pos.   |
| ------------------- | --------------- | -------- | -------- | ---------- | ---------- | ------ | ------ |
| 50 m stile libero   | Kaan Tayla      | 22"66    | 37       |            |            |        |        |
| 1500 m stile libero | Ediz Yıldırımer |          |          | 16'28"79   | 35         |        |        |
| 100 m dorso         | Derya Büyükunçu | 55"43    | 30       |            |            |        |        |
| 200 m dorso         | Derya Büyükunçu | 1'59"86  | 22       |            |            |        |        |
| 100 m rana          | Demir Atasoy    | 1'02"25  | 39       |            |            |        |        |
| 200 m rana          | Ömer Arslanoğlu | 2'17"93  | 51       |            |            |        |        |
| 100 m farfalla      | Onur Uras       | 54"79    | 58       |            |            |        |        |
| 200 m misti         | Serkan Atasay   | 2'05"25  | 42       |            |            |        |        |
| 400 m misti         | Deniz Nazar     |          |          | 4'30"80    | 28         |        |        |

| Gara           | Atleta           | Batterie | Batterie | Semifinali | Semifinali | Finale | Finale |
| Gara           | Atleta           | Tempo    | Pos.     | Tempo      | Pos.       | Tempo  | Pos.   |
| -------------- | ---------------- | -------- | -------- | ---------- | ---------- | ------ | ------ |
| 100 m rana     | İris Rosenberger | 1'01"67  | 44       |            |            |        |        |
| 200 m rana     | Gülşah Günenç    | 2'14"44  | 32       |            |            |        |        |
| 100 m farfalla | Buse Günaydın    | 1'10"45  | 28       |            |            |        |        |
| 200 m farfalla | Buse Günaydın    | 2'31"86  | 32       |            |            |        |        |

## Pugilato
| Gara              | Atleta            | Sedicesimi                              | Ottavi                          | Quarti                          | Semifinali                     | Finale |
| ----------------- | ----------------- | --------------------------------------- | ------------------------------- | ------------------------------- | ------------------------------ | ------ |
| Pesi mosca        | Furkan Ulaş Memiş | Jitender Kumar (India) ritirato         |                                 |                                 |                                |        |
| Pesi piuma        | Yakup Kılıç       | bye                                     | Satoshi Shimizu (Giappone) 12-9 | Abdelkader Chadi (Algeria) 13-6 | Vasyl' Lomačenko (Ucraina) 1-1 |        |
| Pesi leggeri      | Onur Şipal        | José Pedraza (Porto Rico) 3-10          |                                 |                                 |                                |        |
| Pesi welter       | Adem Kılıççı      | Billy Joe Saunders (Gran Bretagna) 3-14 |                                 |                                 |                                |        |
| Pesi mediomassimi | Bahram Muzaffer   | Aziz Ali (Kenya) 8-3                    | Kenneth Egan (Irlanda) 2-10     |                                 |                                |        |

## Sollevamento pesi
| Gara   | Atleta         | Strappo | Strappo | Slancio      | Slancio      | Totale       | Posizione    |
| Gara   | Atleta         | Ris.    | Pos.    | Ris.         | Pos.         | Totale       | Posizione    |
| ------ | -------------- | ------- | ------- | ------------ | ------------ | ------------ | ------------ |
| 56 kg  | Sedat Artuç    | 0       | -       | non concluso | non concluso | non concluso | non concluso |
| 77 kg  | Taner Sağır    | 0       | -       | non concluso | non concluso | non concluso | non concluso |
| 85 kg  | İzzet İnce     | 170     | 6       | 0            | -            | non concluso | non concluso |
| 105 kg | Bünyamin Sudaş | 166     | 16      | 207          | 15           | 373          | 14           |

| Gara  | Atleta        | Strappo | Strappo | Slancio      | Slancio      | Totale       | Posizione    |
| Gara  | Atleta        | Ris.    | Pos.    | Ris.         | Pos.         | Totale       | Posizione    |
| ----- | ------------- | ------- | ------- | ------------ | ------------ | ------------ | ------------ |
| 48 kg | Nurcan Taylan | 0       | -       | non concluso | non concluso | non concluso | non concluso |
| 48 kg | Sibel Özkan   | 88      | 2       | 111          | 2            | 199          |              |

## Taekwondo
| Gara            | Atleta          | Tabellone principale           | Tabellone principale            | Tabellone principale         | Tabellone principale             | Ripescaggi                       | Ripescaggi             |
| Gara            | Atleta          | Ottavi                         | Quarti                          | Semifinali                   | Finale                           | Semifinali                       | Finale                 |
| --------------- | --------------- | ------------------------------ | ------------------------------- | ---------------------------- | -------------------------------- | -------------------------------- | ---------------------- |
| 68 kg maschile  | Servet Tazegül  | Gessler Viera (Cuba) 4-3       | Son Tae-Jin (Corea del Sud) 0-1 |                              |                                  | Dennis Bekkers (Paesi Bassi) 3-2 | Peter Lopez (Perù) 1-0 |
| 80 kg maschile  | Bahri Tanrıkulu | Steven López (Stati Uniti) 0-3 |                                 |                              |                                  |                                  |                        |
| 57 kg femminile | Azize Tanrıkulu | Teo Elaine (Malaysia) 7-4      | Diana López (Stati Uniti) 2-1   | Martina Zubčić (Croazia) 5-3 | Lim Su-Jeong (Corea del Sud) 0-1 |                                  |                        |
| 67 kg femminile | Sibel Güler     | Vanina Sánchez (Argentina) 0-4 |                                 |                              |                                  |                                  |                        |

## Tennis tavolo
| Gara              | Atleta   | Preliminari                                                           | Turno 1                                                             | Turno 2                                                          | Turno 3                                                   | Turno 4 | Quarti | Semifinali | Finale |
| ----------------- | -------- | --------------------------------------------------------------------- | ------------------------------------------------------------------- | ---------------------------------------------------------------- | --------------------------------------------------------- | ------- | ------ | ---------- | ------ |
| Singolo maschile  | Cem Zeng | Monday Merotohun (Nigeria) 4-2 (10-12, 11-5, 11-8, 8-11, 12-10, 11-9) | Aleksandar Karakašević (Serbia) 1-4 (8-11, 11-13, 7-11, 11-9, 1-11) |                                                                  |                                                           |         |        |            |        |
| Singolo femminile | Melek Hu | bye                                                                   | Pan Li-Chun (Taipei cinese) 4-1 (9-11, 11-9, 11-4, 11-8, 11-6)      | Elke Schall (Germania) 4-2 (11-6, 6-11, 12-10, 11-6, 6-11, 11-7) | Ai Fukuhara (Giappone) 1-4 (6-11, 8-11, 7-11, 11-9, 5-11) |         |        |            |        |

## Tiro
| Gara                        | Atleta      | Qualificazioni | Qualificazioni | Finale    | Finale       | Finale |
| Gara                        | Atleta      | Punteggio      | Pos.           | Punteggio | Punt. totale | Pos.   |
| --------------------------- | ----------- | -------------- | -------------- | --------- | ------------ | ------ |
| Pistola 10 m aria compressa | Yusuf Dikeç | 566            | 45             |           |              |        |
| Pistola 50 m                | Yusuf Dikeç | 552            | 23             |           |              |        |

## Tiro con l'arco
| Gara                  | Atleta              | Turno di qualificazione | Turno di qualificazione | Turno 1                          | Turno 2                                | Ottavi | Quarti | Semifinali | Finale |
| Gara                  | Atleta              | Punteggio               | Pos.                    | Turno 1                          | Turno 2                                | Ottavi | Quarti | Semifinali | Finale |
| --------------------- | ------------------- | ----------------------- | ----------------------- | -------------------------------- | -------------------------------------- | ------ | ------ | ---------- | ------ |
| Individuale maschile  | Göktuğ Ergin        | 660                     | 23                      | Nuno Pombo (Portogallo) 106-103  | Lee Chang Hwan (Corea del Sud) 109-117 |        |        |            |        |
| Individuale femminile | Zekiye Keskin Şatır | 644                     | 16                      | Elpida Romantzi (Grecia) 103-105 |                                        |        |        |            |        |

## Vela
| Gara               | Atleta                 | Regata | Regata | Regata | Regata | Regata | Regata | Regata | Regata | Regata | Regata     | Regata | Punteggio | Pos. |
| Gara               | Atleta                 | 1      | 2      | 3      | 4      | 5      | 6      | 7      | 8      | 9      | 10         | M      | Punteggio | Pos. |
| ------------------ | ---------------------- | ------ | ------ | ------ | ------ | ------ | ------ | ------ | ------ | ------ | ---------- | ------ | --------- | ---- |
| Windsurf maschile  | Ertuğrul İçingir       | 36 DSQ | 28     | 15     | 19     | 27     | 19     | 12     | 23     | 23     | 6          |        | 172       | 22   |
| Windsurf femminile | Sedef Köktentürk       | 26     | 25     | 26     | 27     | 28 OCS | 24     | 24     | 28 DNF | 27     | 25         |        | 242       | 27   |
| Laser maschile     | Kemal Muslubaş         | 4      | 42     | 27     | 19     | 15     | 27     | 7      | 15     | 32     | cancellata |        | 146       | 18   |
| 470 maschile       | Ateş Çınar Deniz Çınar | 23     | 13     | 26     | 22     | 22     | 23     | 26     | 21     | 28     | 22         |        | 198       | 28   |
| Finn               | Ali Kemal Tüfekçi      | 20     | 21     | 13     | 18     | 14     | 19     | 6      | 17     |        |            |        | 107       | 20   |